# 岸本英太郎
岸本 英太郎（きしもと えいたろう、1914年〈大正3年〉5月1日 - 1976年〈昭和51年〉3月11日）は、日本の経済学者。元京都大学教授。学位は、経済学博士（同志社大学）。

## 略歴
岡山県出身。第六高等学校を経て1937年京都帝国大学法学部卒業。出版社などの勤務を経て1946年専修大学講師、1948年京都大学経済学部助教授、1952年より広島大学、岡山大学の助教授を併任。同年学位論文「社会政策論の根本問題」により同志社大学より経済学博士の学位を取得。1957年京都大学経済学部教授、1965年同学部長。専門は労働問題・社会政策論。大河内一男らと社会政策本質論争を行う。教授在職中に逝去。享年61。

## 栄典
- 1976年（昭和51年）3月11日 - 正四位・勲二等瑞宝章[4]、従三位 [5]

## 著書

### 単著
- 『日本労働政策小史』有斐閣（大学講座叢書）1948
- 『社会政策論序説』弘文堂、1949
- 『日本労働運動史』弘文堂（アテネ新書）1950
- 『社会政策論の根本問題』日本評論社、1950
- 『社会政策論』有斐閣、1952
- 『日本絶対主義の社会政策史』有斐閣、1955
- 『窮乏化法則と社会政策』有斐閣、1955
- 『日本社会政策小史 戦前労働運動の歩みと社会政策』有斐閣、1958
- 『労働問題の理論的諸問題』ミネルヴァ書房（社会科学選書）1959
- 『同一労働同一賃金 その理論と政策序説』ミネルヴァ書房（社会科学選書）1962
- 『運動のなかの賃金論 年功賃金と職務給に対決する理論』青木書店、1964
- 『社会政策』ミネルヴァ書房（現代経済学全書）1965
- 『労働経済と社会政策 その基礎理論と論争点』ミネルヴァ書房（社会科学選書）1967

### 編書
- 「資料日本社会運動思想史」明治後期〔全9集〕青木書店（青木文庫）1955-1965

1. 明治社会運動思想 上
2. 明治社会運動思想 下
3. 明治社会主義史論
4. 明治労働問題論集
5. 明治農民問題論集
6. 片山潜・田添鉄二集
7. 森近運平・堺利彦集
8. 片山潜派の社会主義とその運動
9. 荊逆星霜史 日本社会主義運動側面史、吉川守圀著（別巻）

- 『資本主義と貧困 窮乏化論集』日本評論社（社会科学双書）1957
- 『資本主義と失業』日本評論新社（社会科学双書）1957
- 『労働問題 組合・賃金・社会保障』青木書店、1959
- 『現代のホワイトカラー その地位と労働と生活』ミネルヴァ書房、1961
- 『日本賃金論史 年功賃金論と同一労働同一賃金論』ミネルヴァ書房（社会科学選書）1962
- 『労働組合の機能と組織』ミネルヴァ書房（社会科学選書）1966
- 『社会政策入門』有斐閣（有斐閣双書）1967
- 『労働経済論入門』有斐閣（有斐閣双書）1969

### 共編書
- 『片山潜』第1-2部、渡辺春男,小山弘健共編、未来社、1959-1960
- 『労働組合と社会政策』大河内一男共編、有斐閣、1959
- 『日本近代社会思想史』小山弘健共編、青木書店、1959
- 『日本の非共産党マルクス主義者 山川均の生涯と思想』小山弘健共編著、三一書房（さんいち・らいぶらり）1962

### 翻訳
- 梁思達,黄肇興,李文伯『支那合作社政策の諸問題』上松一光共訳、生活社（東亜叢書）1941
- ヘンリー・コリンズ『現代労働組合論』 有斐閣、1954

### 記念論集
- 『労使関係の論理と展開 岸本英太郎先生還暦記念』有斐閣、1975